# Hoyos
Hoyos (extremadurai nyelven Hoyus vagy Villa de Hoyus) település Spanyolországban, Cáceres tartományban. Hoyos Acebo, Perales del Puerto, Cilleros és Villamiel községekkel határos. Lakosainak száma 858 fő (2024).

## Népesség
A település népessége az elmúlt években az alábbi módon változott:
| Lakosok száma | 983  | 981  | 970  | 976  | 955  | 909  | 923  | 874  | 882  | 858  |
|               | 2001 | 2004 | 2006 | 2009 | 2011 | 2014 | 2016 | 2019 | 2021 | 2024 |